# Cabo Verde en los Juegos Olímpicos de Londres 2012
Cabo Verde estuvo representado en los Juegos Olímpicos de Londres 2012 por tres deportistas, un hombre y dos mujeres, que compitieron en dos deportes.
La portadora de la bandera en la ceremonia de apertura fue la yudoca Adysângela Moniz. El equipo olímpico caboverdiano no obtuvo ninguna medalla en estos Juegos.